# Uwe Lulis
Uwe Lulis (Osnabrück, Njemačka, 6. prosinca 1965.) je njemački heavy metal gitarist. Osnivač je sastava Rebellion koji je osnovan 2000. Napustio ga je 2010. Također je bio i gitarist sastava Grave Digger koji je, nakon 13 godina, napustio 2000. U prosincu 2014. godine pridružio se sastavu Accept kad ga je napustio Herman Frank. 

## Diskografija
Accept
- The Rise of Chaos (2017.)
- Too Mean to Die (2021.)

Grave Digger
- The Reaper (1993.)
- Heart of Darkness (1995.)
- Tunes of War (1996.)
- Knights of the Cross (1998.)
- Excalibur (1999.)

Rebellion
- Shakespeare's Macbeth - A Tragedy in Steel (2002.)
- Born a Rebel (2003.)
- Sagas of Iceland - The History of the Vikings - Volume I (2005.)
- Mikland - The History of the Vikings - Volume II (2007.)
- Arise: From Ginnungagap to Ragnarok - The History of the Vikings Volume III (2009.)